# 墓頭
『墓頭』（ぼず）は、真藤順丈の小説である。2012年12月に単行本として刊行、2015年に文庫版が出版された。

## 概要
双子の兄弟のなきがらが埋まったこぶを頭に持ち、人々から『墓頭(ボズ)』と呼ばれた男。その孫が、彼の生い立ちや謎に迫り数奇な運命を明らかにして行く。

## あらすじ
失踪した父を探す「僕」は、手がかりとなる自身の祖父である『墓頭』という男も共に探す事に。探偵とともにアジアの無名の島に辿り着き、現地の養蚕家から『墓頭』の物語を人生の始まりから聞かされる。

## 登場人物

### 現代パート
僕
本作の主人公。売れない作家で『墓頭』の孫。失踪した父を探すうちに、海外に強い探偵を紹介され、アジアの無名の島に辿り着き、現地の養蚕家から自身の祖父である『墓頭』という男の人生を聞かされる事になる。
新実探偵
海外での人探し等を行って来た、海外に精通した探偵。墓頭の孫から調査を依頼され、現地の養蚕家を探し当てる。
養蚕家
主人公と新実探偵が調査の末にたどり着いた海外在住の日本人。『墓頭』の過去を辿る旅の案内人。彼の来歴を語る。

### 過去パート
墓頭(ボズ)
物語の中核となる人物。頭に、双子の片割れの亡骸が埋まったこぶを持って生まれ、名前すら与えられることがなかった『墓頭』と呼ばれた男。